# Constantin Guys

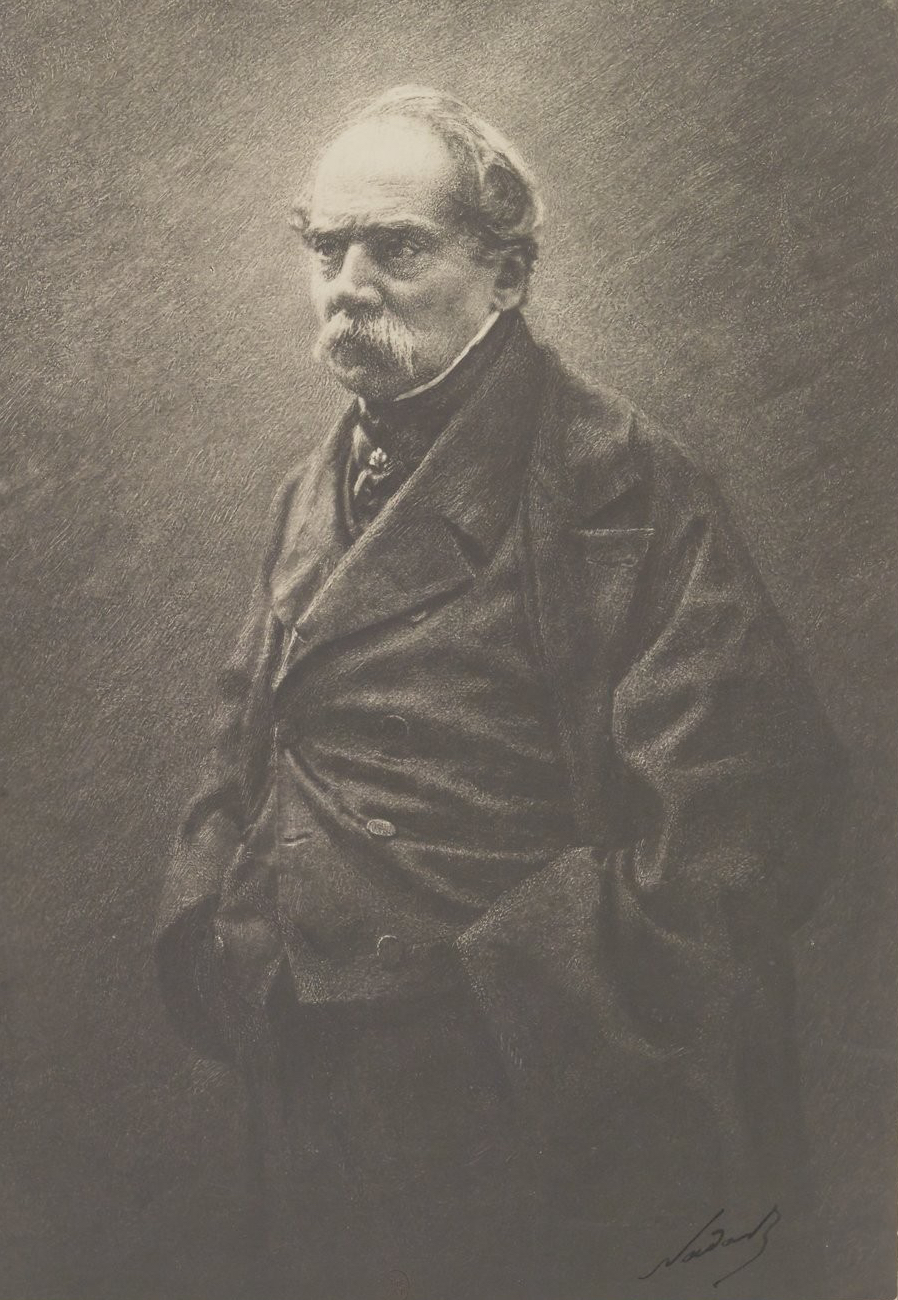
Constantin Guys von Félix Nadar

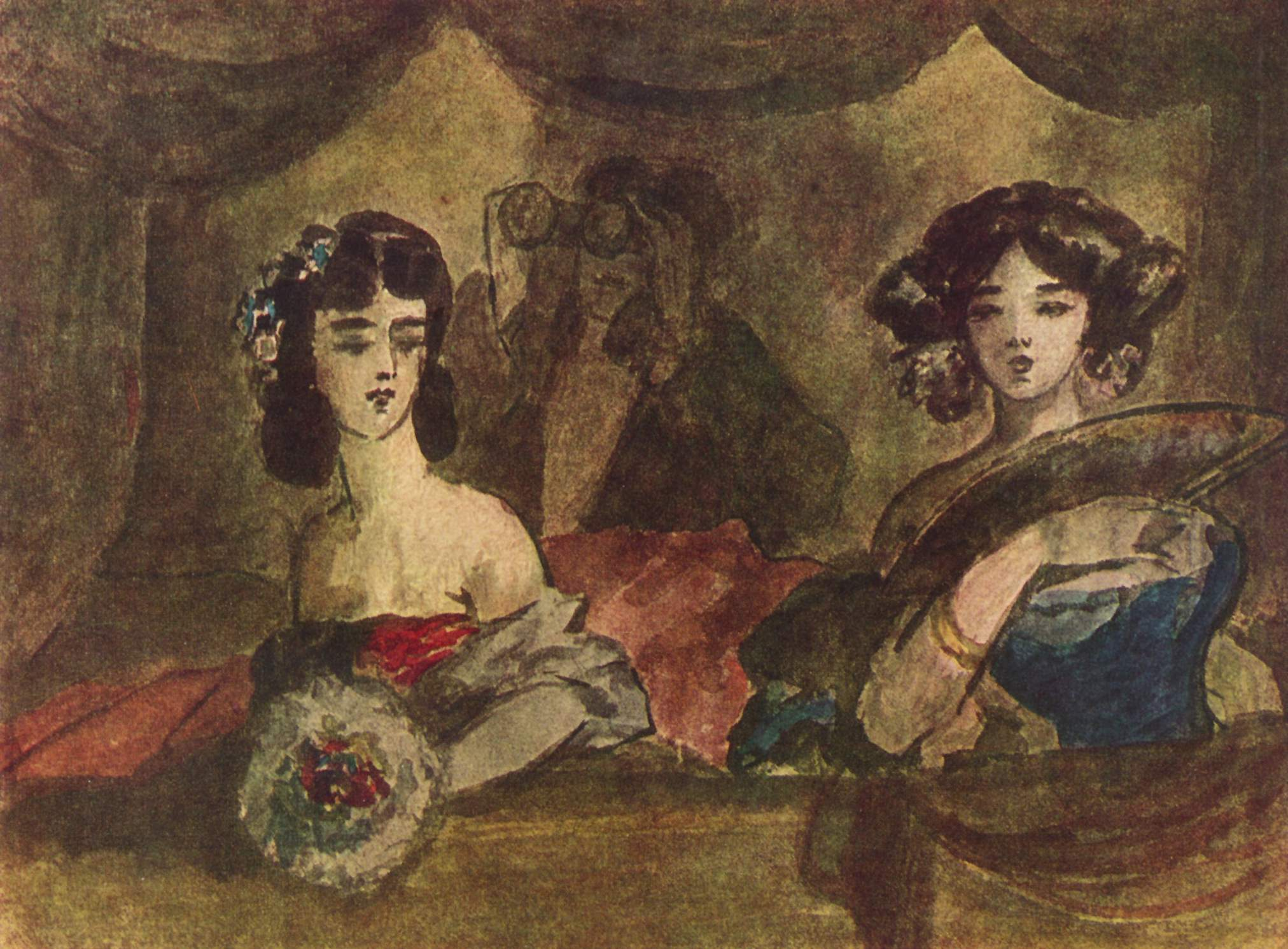
La Loge de l'opéra von Constantin Guys.

 Ernest Adolphe Hyacinthe Constantin Guys  (* 3. Dezember 1802 in Vlissingen, Niederlande; † 13. März 1892 in Paris) war ein niederländisch-französischer Maler und Zeichner.

## Leben und Werk
Als Sohn eines Kommissars für die Marine, begann Constantin Guys erst mit einer militärischen Laufbahn. Er verließ mit achtzehn Jahren das Elternhaus und nahm am Griechischen Befreiungskrieg teil. Im Jahr 1827 trat er in ein Dragonerregiment ein. Danach arbeitete er als Korrespondent und Kriegszeichner im Krimkrieg und war als Aquarell-Maler und Illustrator für britische (The Illustrated London News) und französische Zeitungen tätig. Als Künstler war Guys ein Autodidakt. Er schulte seine Fähigkeiten durch das Studium der Arbeiten von Jacques Callot, Rembrandt und Francisco de Goya.
Erst im Jahr 1830 kam sein künstlerischer Durchbruch mit Zeichnungen und Lithographien. Er bereiste den Orient, er besuchte London und Paris, wo er sich 1860 endgültig niederließ. Constantin Guys war mit Charles Baudelaire, Honoré Daumier und Félix Nadar befreundet. Charles Baudelaire bezeichnete Guys als Maler der Modernität.
Die Themen seiner Malerei waren dem Leben im Zweiten Französischen Empire gewidmet. Er ist als künstlerischer und geistreicher Chronist des Lebens seiner Zeit in die Geschichte eingegangen. Das Grundthema seiner Bilder war die bürgerliche Gesellschaft, deren Eitelkeiten und militärische Betätigungen in den Kriegen seiner Zeit. Auftraggeber für Kriegsberichte in zeichnerischer Form waren laut Baudelaire die Illustrated London News. Das Pariser Gesellschaftsleben mit seinen Vergnügungen und Lastern beobachtete Guys scharf und bildete auch die sozialen Unterschiede ab.
Im Jahr 1885 hatte Guys einen Unfall, bei dem er beide Beine verlor. Seine letzten Lebensjahre verbrachte er in einem Pariser Hospital.

## Wirkung
Im Jahr 1964 wurden Arbeiten von Guys auf der documenta III in Kassel in der Abteilung Handzeichnungen gezeigt.